# Charles Pelham Villiers
Charles Pelham Villiers (ur. 3 stycznia 1802, zm. 16 stycznia 1898) – brytyjski polityk, członek stronnictwa wigów, Partii Liberalnej i Partii Liberalno-Unionistycznej, minister w rządach lorda Palmerstona i lorda Russella.
Był synem George’a Villiersa i Theresy Parker, córki 1. barona Boringdon. Był młodszym bratem George’a Villiersa, 4. hrabiego Clarendon. Wykształcenie odebrał w St John’s College na Uniwersytecie Cambridge. Na studiach był przewodniczącym Cambridge Union Society. W 1827 r. rozpoczął praktykę adwokacką w korporacji Lincoln’s Inn. W 1832 r. został komisarzem praw ubogich, a w latach 1833–1852 pracował w Sądzie Kanclerskim.
W 1835 r. został wybrany do Izby Gmin z okręgu Wolverhampton. Dał się poznać jako zwolennik wolnego handlu i zniesienia ustaw zbożowych, a także jako przeciwnik przyznania Irlandii autonomii. W latach 1852–1858 był najwyższym sędzią wojskowym, a w latach 1859–1866 członkiem gabinetu jako przewodniczący Rady Praw Ubogich. Po likwidacji swojego okręgu wyborczego w 1885 r. przeniósł się do okręgu Wolverhampton South. Po rozłamie w Partii Liberalnej w 1886 r. dla tle przyznania autonomii Irlandii, Villiers przeszedł do Partii Liberalno-Unionistycznej.
Villiers zasiadał w parlamencie do swojej śmierci w 1898 r. Ostatni raz w Izbie Gmin pojawił się w 1895 r. Od 1890 r. nosił tytuł Ojca Izby.

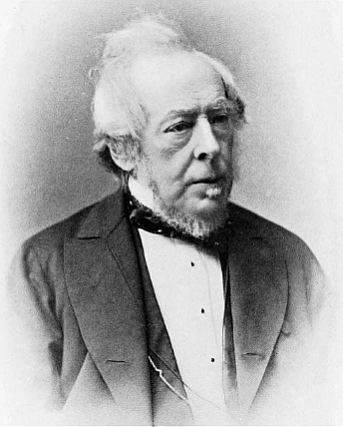
Charles Pelham Villiers